# Kanibalové 2
Kanibalové 2 (La Montagna del dio cannibale) je snímek natočený italským režisérem Sergio Martino v roce 1978. Scénář napsali Cesare Frugoni a Sergio Martino.

## Děj
Na Novou Guineu přijíždí Susan za svým bratrem, aby hledala svého manžela, který se ztratil i s celou svou expedicí. Její bratr Arthur a profesor Edward Foster slibují, že jí v hledání pomohou. Po strastiplné cestě džunglí se dostávají až k misii otce Mosese. Tam zjišťují, že jsou cestou sledováni členem údajně vyhynulého kanibalského kmene Puka. Skupina dále pokračuje s novým průvecem Manolou. Po cestě hustým pralesem se konečně dostávají ke svému cíli – k hoře kanibalského boha. Cestou však umírá profesor Foster. Ani u hory kanibalů není skupina ušetřena. Zde také umírá Arthur a Manolo se Susan jsou zajati kanibaly…

## Obsazení
| Ursula Andressová  | Susan Stevenson |
| Stacy Keach        | Edward Foster   |
| Claudio Cassinelli | Manolo          |
| Antonio Marsina    | Arthur Weisser  |
| Franco Fantasia    | Father Moses    |
| Lanfranco Spinola  | Consul Burns    |
| Carlo Longhi       | Phil            |
| Luigina Rocchi     | Sura            |